# Sinaloa (comune)
Sinaloa è un comune dello stato omonimo, nel Messico settentrionale.